# Explosion de la base navale Evángelos-Florákis
L'explosion de la base navale Evángelos-Florákis se produit le 11 juillet 2011 sur la base située à Marí, à Chypre. Une quantité importante de munitions et d'explosifs militaires détonent, entraînant la mort de 13 personnes, parmi lesquels Andreas Ioannides, le commandant de la Marine chypriote et Lambros Lambrou, le commandant de la base. 
Cette explosion est l'accident militaire le plus grave en temps de paix jamais survenu à Chypre, avec une puissance d'environ 481 tonnes d'équivalent TNT selon les résultats de l'enquête officielle. Il s'agit de la plus grande explosion artificielle non-nucléaire accidentelle du XXIe siècle siècle, jusqu'aux explosions au port de Beyrouth de 2020.

## Contexte
Au moment de l'accident, la base navale Evángelos-Florákis, située à Marí, stocke en plein air 98 conteneurs remplis de munitions diverses, parmi lesquelles des obus explosifs de 120 mm, 122 mm, 125 mm et 160 mm, ainsi que des munitions de 7,62 mm, de la poudre compressée, des balles de la taille d'un dollar en argent, des amorces et des amorces en magnésium. Ces munitions ont été saisies par la marine américaine en 2009 lors de l'interception du navire Monchegorsk, un bateau battant pavillon chypriote et appartenant à des Russes, qui naviguait de l'Iran vers la Syrie dans la mer Rouge,,,. Les télégrammes de la diplomatie américaine révélés par WikiLeaks en 2011 indiquent que les États-Unis, par l'intermédiaire de Hillary Clinton, ont fait pression sur Chypre pour confisquer cette cargaison. Le navire a été escorté jusqu'à un port chypriote et la marine chypriote s'est vu confier la responsabilité des explosifs, qu'elle a transférés à la base navale Evángelos-Florákis un mois plus tard.
Au moment de l'incident en 2011, les explosifs sont apparemment abandonnés depuis plus de deux ans. Le gouvernement chypriote a décliné les offres de l'Allemagne, du Royaume-Uni et des États-Unis pour retirer ou détruire le matériel, craignant une réaction de la Syrie. Le gouvernement a aussi demandé que les Nations unies effectuent le retrait du matériel militaire, mais affirme que cette requête a été rejetée.

## Explosion
L'explosion se produit à 5 h 50 EEST (2 h 50 UTC) à la suite d'un incendie causé par les explosions de plusieurs conteneurs, une heure et vingt minutes plus tôt. La cause immédiate de l'incendie initial reste inconnue. Des dégâts considérables sont causés dans une large zone entourant l'explosion. La centrale électrique de Vasilikos, la plus grande installation électrique de Chypre, qui fournissait environ la moitié de l'électricité de l'île, est gravement endommagée, provoquant des coupures de courant généralisées qui affectent une grande partie de Nicosie, la capitale chypriote, à plus de 65 km de la base navale.
L'explosion tue 12 personnes sur le coup et en blesse 62 autres, dont deux gravement. L'un d'entre eux meurt plus tard de ses blessures, dfaisant passer le nombre de victimes à 13. Parmi les tués se trouvent le capitaine Andreas Ioannides, commandant de la Marine chypriote et le commandant Lambros Lambrou, commandant de la base navale. Sont également tués quatre autres personnels de la Marine chypriote et six pompiers civils qui luttaient contre le petit incendie qui a conduit à l'explosion.
L'explosion détruit plusieurs maisons et plus de 250 autres subissent des dommages moindres, forçant à évacuer environ 150 personnes,.

## Conséquences

### Sur le réseau énergétique

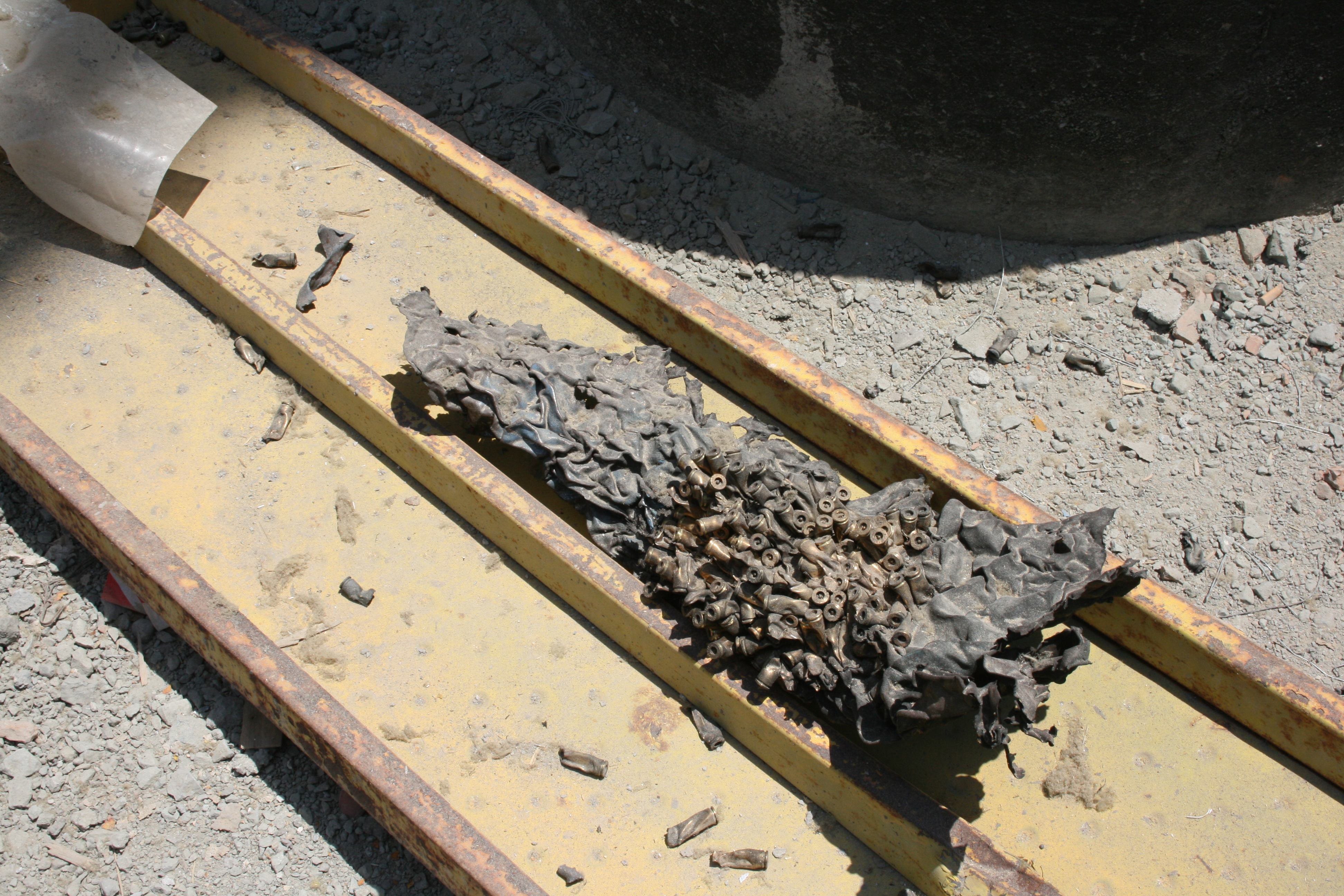
Les restes d'une boîte de munitions pour armes légères, trouvées après l'explosion

La centrale électrique de Vasilikos est réduite à une « coquille déformée », et l'approvisionnement électrique de la moitié des foyers de Chypre est interrompu. L'Electricity Authority of Cyprus (EAC) met ensuite en place des délestages électriques afin de conserver l'approvisionnement et déclare qu'elle importera des générateurs de Grèce et d'Israël le temps que les dommages, estimés à 2 milliards d'euros, soient réparés. Les délestages électriques durent de deux à trois heures dans chaque zone et sont prévus pour affecter uniquement les zones résidentielles. La capacité installée de la station représentait 47 % du total de l'EAC et devait augmenter à 55 % avec la livraison de l'unité 5. Un accord privé est signé le 16 juillet pour la fourniture de jusqu'à 80 mégawatts depuis Chypre du Nord jusqu'à la fin août,.

### Conséquences sanitaires
Des inquiétudes sont soulevées au sujet de la toxicité potentielle de certaines des substances dans les conteneurs, mais le ministre de la Santé chypriote annonce le 20 juillet qu'aucun risque pour la santé publique n'a été détecté, bien que les résidents soient maintenus sous observation par « mesure de précaution ».

### Conséquences politiques

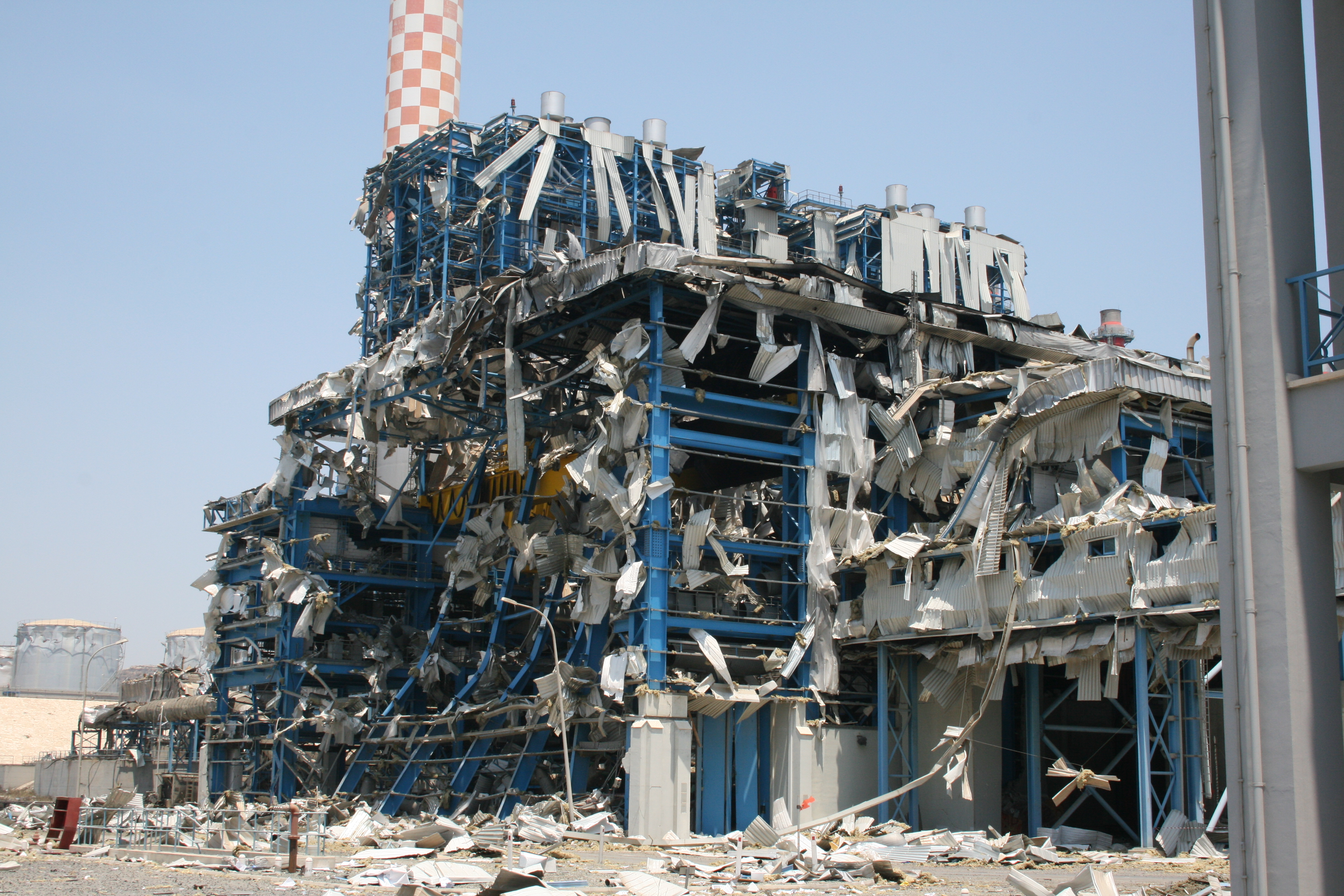
Centrale électrique de Vasilikos deux jours après l'explosion

À la suite de l'explosion, des manifestations citoyennes sont organisées dans la capitale Nicosie. Le 12 juillet, un groupe d'environ 50 personnes se détache de la manifestation et envahit les terrains du Palais présidentiel, exigeant la démission de Dimitris Christofias, président de Chypre. Le groupe est presque immédiatement arrêté par la police de Chypre, qui utilise du gaz lacrymogène dix minutes après le début de l'incidentdans le but de disperser la foule. Les manifestations continuent jusqu'au 13 juillet et 20 personnes sont arrêtées pendant le désordre.
La mobilisation conduit à la démission du ministre de la Défense chypriote, Costas Papacostas, et du commandant en chef de la Garde nationale chypriote, le général Petros Tsalikidis,. Le 19 juillet, Markos Kyprianou, le ministre des Affaires étrangères chypriote, démissionne aussi, devenant le deuxième ministre du cabinet à démissionner à la suite de l'explosion. 
Le gouvernement annonce qu'une enquête indépendante sur l'incident sera menée et la police de Chypre annonce lancer de son côté une enquête criminelle. Le 3 octobre, Polys Polyviou, l'enquêteur indépendant désigné par l'État chargé d'examiner la responsabilité potentielle de l'État et d'autres responsables conduisant à l'explosion du 11 juillet, publie un document de 643 pages détaillant les résultats de son enquête, concluant que le président chypriote Dimitris Christofias est principalement responsable des événements qui ont conduit à l'explosion. Selon l'enquête, le président a une responsabilité institutionnelle ainsi que personnelle très grave dans la catastrophe,. L'enquêteur affirme que le procureur général devrait examiner la possibilité que des crimes graves, dont celui d'homicide involontaire, aient été commis par toutes les personnes impliquées, sans exception. Le président Christofias rejette les résultats de l'enquête, nie toute responsabilité personnelle et accuse M. Polyviou de dépasser son mandat,,.

### Conséquences économiques
L'UE estime que le coût de l'explosion pour l'île pourrait s'élever à 2,83 milliards de dollars, sur les 24,66 milliards de dollars américains que pèse l'économie chypriote, le coût de la centrale électrique lui-même étant de 992 millions de dollars. Durant l'été 2011, la Bank of Cyprus et d'autres chefs d'entreprise affirment que « des coupes budgétaires profondes sont nécessaires rapidement ».